# Angolesos blancs
Els angolesos blancs o angolesos d'origen europeu són una part de la població d'Angola l'ascendència dels quals es troba a Europa, principalment a Portugal. També inclou una població significativa de brasilers blancs amb ascendència europea; també inclou població de l'Europa de l'Est, principalment russos, ucraïnesos i polonesos que s'establiren a Angola quan el país va ser una república socialista. Durant molt de temps va viure a Angola una comunitat significativa d'afrikaners al sud d'Angola, però la majoria marxaren poc abans i després de 1975.
Actualment, els blancs són un grup ètnic minoritari a Angola, representant l'1% de la població del país. La població blanca del país parla habitualment portuguès.